# Bothriothorax phineus
Bothriothorax phineus är en stekelart som beskrevs av Trjapitzin 1967. Bothriothorax phineus ingår i släktet Bothriothorax och familjen sköldlussteklar. Inga underarter finns listade.